# Nuncia fatula
Nuncia fatula is een hooiwagen uit de familie Triaenonychidae.